# Lijst van voetbalinterlands Guinee-Bissau - Sierra Leone
Deze lijst van voetbalinterlands is een overzicht van alle officiële voetbalwedstrijden tussen de nationale teams van Guinee-Bissau en Sierra Leone. De West-Afrikaanse landen speelden tot op heden dertien keer tegen elkaar. De eerste ontmoeting was tijdens een vriendschappelijk toernooi in Dakar (Senegal) op 6 februari 1986. Het laatste duel, een kwalificatiewedstrijd voor het Wereldkampioenschap voetbal 2026 werd gespeeld op 20 maart 2025 in Paynesville (Liberia).

## Wedstrijden
| №  | Plaats      | Datum             | Competitie                   | Wedstrijd                    | Uitslag |
| -- | ----------- | ----------------- | ---------------------------- | ---------------------------- | ------- |
| 1  | Dakar       | 6 februari 1986   | Vriendschappelijk            | Sierra Leone − Guinee-Bissau | 3 − 2   |
| 2  | Bissau      | 28 april 1988     | Vriendschappelijk            | Guinee-Bissau − Sierra Leone | 0 − 0   |
| 3  | Bissau      | 4 oktober 1992    | Afrika Cup 1994 kwalificatie | Guinee-Bissau − Sierra Leone | 0 − 3   |
| 4  | Freetown    | 24 april 1993     | Afrika Cup 1994 kwalificatie | Sierra Leone − Guinee-Bissau | 2 − 0   |
| 5  | Nouakchott  | 20 november 1995  | Vriendschappelijk            | Sierra Leone − Guinee-Bissau | 2 − 0   |
| 6  | Banjul      | 29 november 1997  | Vriendschappelijk            | Sierra Leone − Guinee-Bissau | 2 − 1   |
| 7  | Conakry     | 20 november 2005  | Vriendschappelijk            | Guinee-Bissau − Sierra Leone | 1 − 1   |
| 8  | Freetown    | 17 oktober 2007   | WK 2010 kwalificatie         | Sierra Leone − Guinee-Bissau | 1 − 0   |
| 9  | Bissau      | 17 november 2007  | WK 2010 kwalificatie         | Guinee-Bissau − Sierra Leone | 0 − 0   |
| 10 | Bissau      | 2 december 2007   | Vriendschappelijk            | Guinee-Bissau − Sierra Leone | 2 − 0   |
| 11 | Conakry     | 13 juni 2022      | Afrika Cup 2023 kwalificatie | Sierra Leone − Guinee-Bissau | 2 − 2   |
| 12 | Bissau      | 11 september 2023 | Afrika Cup 2023 kwalificatie | Guinee-Bissau − Sierra Leone | 2 − 1   |
| 13 | Paynesville | 20 maart 2025     | WK 2026 kwalificatie         | Sierra Leone − Guinee-Bissau | 3 − 1   |
| 14 | Bissau      | 4 september 2025  | WK 2026 kwalificatie         | Guinee-Bissau − Sierra Leone |         |

## Samenvatting
| Competitie              | Totaal gespeeld | Winst Guinee-Bissau | Gelijk | Winst Sierra Leone | Doelsaldo Guinee-Bissau – Sierra Leone |
| ----------------------- | --------------- | ------------------- | ------ | ------------------ | -------------------------------------- |
| WK-kwalificatie         | 3               | 0                   | 1      | 2                  | 1 − 4                                  |
| Afrika Cup-kwalificatie | 4               | 1                   | 1      | 2                  | 4 − 8                                  |
| Vriendschappelijk       | 6               | 1                   | 2      | 3                  | 6 − 8                                  |
| Totaal                  | 13              | 2                   | 4      | 7                  | 11 − 20                                |

FFGB · 
Guinee-Bissaus vrouwenelftal
Interlands
Tegenstander:
Algerije ·
Angola ·
Benin ·
Botswana ·
Burkina Faso ·
Burundi ·
Centraal-Afrikaanse Republiek ·
Congo-Brazzaville ·
Djibouti ·
Egypte ·
Equatoriaal-Guinea ·
Ethiopië ·
Gabon ·
Gambia ·
Ghana ·
Guinee ·
Ivoorkust ·
Kaapverdië ·
Kameroen ·
Kenia ·
Liberia ·
Mali ·
Marokko ·
Mauritanië ·
Mozambique ·
Namibië ·
Nigeria ·
Oeganda ·
Sao Tomé en Principe ·
Senegal ·
Sierra Leone ·
Soedan ·
Swaziland ·
Togo ·
Zambia ·
Zuid-Afrika
SLFA · 
A-internationals · 
Sierra Leoons vrouwenelftal
1966 – 1979 · 
1980 – 1989 · 
1990 – 1999 · 
2000 – 2009 · 
2010 – 2019 ·
2020 − 2029
Algerije ·
Angola ·
Benin ·
Burkina Faso ·
Burundi ·
China ·
Comoren ·
Congo-Brazzaville ·
Congo-Kinshasa ·
Djibouti ·
Egypte ·
Equatoriaal-Guinea ·
Ethiopië ·
Gabon ·
Gambia ·
Ghana ·
Guinee ·
Guinee-Bissau ·
Irak ·
Iran ·
Ivoorkust ·
Jordanië ·
Kaapverdië ·
Kameroen ·
Kenia ·
Lesotho ·
Liberia ·
Malawi ·
Mali ·
Marokko ·
Mauritanië ·
Niger ·
Nigeria ·
Sao Tomé en Principe ·
Senegal ·
Seychellen ·
Soedan ·
Somalië ·
Swaziland ·
Togo ·
Tsjaad ·
Tunesië ·
Zambia ·
Zuid-Afrika